# 紐約州抛邁拉聖殿
紐約抛邁拉聖殿（英語：Palmyra New York Temple）是耶穌基督後期聖徒教會的第77座聖殿。
紐約抛邁拉聖殿位於紐約西北部牧民的樹木繁茂的山頂上，位於耶穌基督後期聖徒教會早期的重要地區。 附近有被稱為“聖林”的樹木叢，其中教會的創始人和第一位先知約瑟·斯密（Joseph Smith）描述說，他有一個異象，他看見了天父和耶穌基督，這一事件被稱為“第一次異象”。 聖殿離羅徹斯特33公里。聖殿的場地位於曼徹斯特鎮和抛邁拉鎮之間的邊界上，也位於原始的斯密家庭農場的場地上。 該教會於1830年在附近的紐約州菲也特被建立。
2020年，由於冠状病毒大流行的影響，該聖殿被迫關閉。 